# The Tomorrow War
The Tomorrow War is een Amerikaanse sciencefictionactiefilm uit 2021, geregisseerd door Chris McKay en met Chris Pratt en Yvonne Strahovski in de hoofdrollen.

## Verhaal
Een groep soldaten uit het jaar 2051 komt de finale van het wereldkampioenschap voetbal in 2022 verstoren met de boodschap dat buitenaardse wezens de mensheid in hun tijd bijna hebben uitgeroeid en dat ze strijders uit het verleden nodig hebben om te komen helpen. Er wordt een wereldwijde dienstplicht van één week ingesteld en biologieleraar Dan wordt opgeroepen en vrijwel meteen met een groep recruten naar de toekomst gestuurd.
Na een gevecht met de zogenaamde witte pieken in een verwoest Miami worden de enkele overlevenden geëvacueerd naar de Dominicaanse Republiek. De legerbasis daar wordt geleid door Dans dochter Muri, die in 2022 nog 9 jaar was. Samen vangen ze een zeldzame vrouwelijke witte piek. Die heeft ze nodig om een gif te ontwikkelen dat de hele soort kan uitroeien.
Hierop trekken ze naar een booreiland dat als legerhoofdkwartier fungeert en waar ook de JumpLink, waarmee door de tijd wordt gereisd, zich bevindt. Net wanneer het gif klaar is, wordt de basis overrompeld. Muri stuurt haar vader met het gif terug in de tijd, zodat de mensheid zich kan voorbereiden op de komende oorlog, en komt zelf vervolgens om.
Terug thuis deduceren Dan en zijn vrouw op basis van vulkanische as op een meegebrachte klauw dat de witte pieken al sinds de uitbarsting van de Paektu in 946 op Aarde moeten zijn. Met een kleine groep trekt hij naar noord-Rusland, waar de oorlog zou beginnen, en ontdekt er een neergestort ruimteschip onder de Academie van Wetenschappengletsjer op Noordland.
Daarin ontdekken ze dat de witte pieken een biowapen waren van andere buitenaardse wezens. Ze doden een aantal witte pieken met het gif maar door het tumult worden de overigen actief en het zijn er te veel, dus blazen ze het ruimteschip op. Enkel een vrouwelijk exemplaar kan ontsnappen en wordt uiteindelijk door Dan gedood met het gif.

## Rolverdeling
- Chris Pratt als James Daniel 'Dan' Forester, de protagonist
- Yvonne Strahovski en Ryan Kiera Armstrong (als kind) als Muri Forester, Dans dochter
- Betty Gilpin als Emmy Forester, Dans vrouw
- J.K. Simmons als James Forester, Dans vader
- Sam Richardson als Charlie, de CEO in Dans groep
- Edwin Hodge als Dorian, die voor de derde keer op missie gaat
- Mary Lynn Rajskub als Norah, lid van Dans groep
- Jasmine Mathews als luitenant Hart, heeft de leiding over de nieuwe recruten

## Uitgave en ontvangst
The Tomorrow War zou oorspronkelijk uitkomen op 25 december 2020, maar dit werd uitgesteld door de coronapandemie. Begin 2021 werd de film voor circa 200 miljoen dollar verkocht aan Amazon Studios. Op 30 juni dat jaar ging hij in première in Los Angeles, om op 2 juli wereldwijd uit te komen op Amazons streamingdienst Prime Video. In de VS was het die zomer de meest gestreamde film, met meer dan 5 miljoen kijkers de eerste maand. Alleen in China verscheen de film in de bioscoopzalen. Hij kwam er op 3 september uit en bracht ruim 19 miljoen dollar op.
Critici waren verdeeld over de film. De consensus bij Rotten Tomatoes was dat Pratt de film kundig draagt, maar dat de film snel vergeten is. Ze gaven een gemiddelde score van 52 procent. Bij de critici van Metacritic behaalde hij 45 procent.
Het publiek was gunstiger, met een score van 76 procent bij Rotten Tomatoes, 64 procent bij Metacritic en 66 procent bij Internet Movie Database.